# リアム・チッパーフィールド
リアム・スコット・チッパーフィールド（英語: Liam Scott Chipperfield、2004年2月14日 - ）は、スイスとオーストラリアのサッカー選手。ポジションはMF。
父はFCバーゼルで活躍したオーストラリア代表のスコット・チッパーフィールド。

## クラブ歴
父がFCバーゼルに所属していた頃にバーゼルで生まれた。2013年にFCバーゼルの下部組織に加入し、2019年7月にU-18チームに昇格した。2020-21シーズンにはトップチームに昇格し、同年11月半ばのFCシャフハウゼンとの親善試合でトップチーム初出場初得点を記録した。12月4日にプロ契約を締結した。
2021年9月19日に行われたスイス・カップでトップチームの公式戦初出場を記録、2022年3月13日には初得点も記録した。
2023年7月17日、FCシオンに移籍した。

## 代表歴
年代別代表ではスイスを選択しており、U-15代表からの出場経歴がある。